# Biserici de lemn din Arad
Bisericile de lemn din Arad fac parte din grupul de biserici de lemn din Transilvania și din familia de biserici de lemn românești.

## Biserici de lemn
Bisericile de lemn din Arad au fost cercetate de câțiva specialiști români de marcă și le-au fost dedicate un număr semnificativ de studii monografice în raport cu alte regiuni ale Transilvaniei.